# Неотмщённый
«Неотмщённый» (англ. «Unrequited») — 16-й эпизод 4-го сезона сериала «Секретные материалы», главные герои которого, агенты ФБР Фокс Малдер (Дэвид Духовны) и Дана Скалли (Джиллиан Андерсон), расследуют сложно поддающиеся научному объяснению преступления.
В данном эпизоде Малдер и Скалли расследуют убийства высокопоставленных военных, которые совершает якобы невидимый убийца — ветеран войны во Вьетнаме. Агенты выясняют, что дело провально изначально, и они вовлечены в сокрытие фактов об американских военнопленных, которых военное командование США бросило умирать во Вьетнаме. Эпизод принадлежит к типу «Монстр недели» и не связан с основной «мифологией сериала», заданной в первой серии.
Премьера эпизода состоялась 23 февраля 1997 года на телеканале FOX. В США серия получила рейтинг домохозяйств Нильсена, равный 10,9, который означает, что в день выхода серию посмотрели 16,56 миллиона человек. От критиков эпизод получил смешанные отзывы.

## Сюжет
Эпизод начинается in medias res. Генерал-майор армии США Бенджамин Блок (Скотт Хайландс) выступает с речью перед ветеранами Вьетнамской войны в Национальной аллее. В это время агенты ФБР, в том числе Малдер, Скалли и Скиннер, патрулируют толпу в поисках стрелка (Питер Лакруа), намеревающегося убить Блока. Периодически замечая подозреваемого, они все время теряют его из виду. В один момент Малдер видит стрелка, идущего прямо на него, и выхватывает табельное оружие, но стрелок растворяется в воздухе прямо у него на глазах.
Двенадцатью часами ранее в движущемся лимузине выстрелом в лоб убит генерал-лейтенант Питер Макдугал (Уильям Нанн). На месте убийства оставлена игральная карта с черепом и окровавленными саблями на рубашке. Подозреваемым становится водитель лимузина, молодой офицер Беркхолдер (Дон Макуильямс). ФБР выясняет, что Беркхолдер был подписан на email-рассылки праворадикальной военизированной группы «Правая рука», которую начинают подозревать в организации убийства Макдугала. Малдер и Скалли с группой захвата арестовывают лидера «Правой руки», Дэнни Маркэма (Ларри Массер) в штаб-квартире организации. Во время обыска агенты находят фотографию Маркэма с сержантом Натаниэлем Тигером. Маркэм рассказывает, что Тигер воевал во Вьетнаме в составе спецподразделения «Кровавые сабли», которое использовало карты вроде той, что была оставлена в лимузине Макдугала, для обозначения совершенных ими убийств. «Кровавые сабли» выполняли секретные задания правительства США, но потом многие члены подразделения, в том числе Тигер, попали в плен. Командование бросило Тигера в плену на погибель, но «Правая рука» сумела освободить его. Тем временем Тигер, находясь возле Мемориала погибшим во Вьетнамской войне, встречает там вдову (Лесли Юэн) своего сослуживца Дэвенпорта и рассказывает ей, что её муж на самом деле жив и находится в плену. Отдав плачущей женщине солдатские жетоны её мужа, Тигер загадочно исчезает.
Скиннер сообщает Малдеру и Скалли, что Тигер официально считается мертвым, а его останки хранятся в Военной судебно-медицинской лаборатории. Прибыв в лабораторию, Малдер узнает, что там всего лишь несколько зубов Тигера, причем выдернутых щипцами, а причина смерти записана как «недоказательная». Свидетельство о смерти Тигера было подписано генералом Стефаном, и Малдер предполагает, что именно Стефан станет следующей жертвой убийцы. Малдер успевает предупредить Стефана об опасности, но Тигер проходит незамеченным мимо охраны в Пентагоне и убивает Стефана в его кабинете. Скалли обследует миссис Дэвенпорт в больнице, и предполагает, что Тигер обладает возможностью создавать скотому, тем самым исчезая из поля зрения. Это объясняет то, что на камерах службы безопасности в Пентагоне его было видно.
Встретившись с Маритой Коваррубиас, Малдер узнает что Стефан, Макдугал и Блок участвовали в переговорах по освобождению военнопленных. После разговора Малдер приходит к выводу, что генералы намеренно скрыли наличие многих военнопленных, и правительство теперь ликвидирует этих генералов при помощи Тигера, зная, что его все равно не остановить.
Парад военного оркестра и автоколонна Блока направляются к Национальной аллее. Скалли замечает Тигера в толпе зевак, но тот мгновенно исчезает. В Национальной аллее Тигера в толпе замечает его бывший сослуживец Лео Дензингер. Тигер даёт ему список солдат, которые до сих пор содержатся в плену, и опять исчезает. Увидев Тигера совсем близко к сцене, с которой Блок дает речь, агенты ФБР уводят генерала, но Малдер догадывается, что Тигер уже ждёт его в машине. После короткой перестрелки Скиннер получает сквозное ранение, а Тигер — смертельно ранен. Перед смертью Тигер несколько раз повторяет свою фамилию, звание и номер подразделения.
По прошествии определённого времени Малдер и Скиннер встречаются возле Мемориала погибшим во Вьетнаме. Скиннер сообщает Малдеру, что дело об обоих убийствах передано под юрисдикцию Пентагона, и следствие установило, что убийцей был не Тигер, а психически неуравновешенный ветеран по имени Томас Линч, чью личность также подтвердил Дэнни Маркэм. Малдер объявляет это ложью и оставляет Скиннера с мыслью, что на месте Тигера мог быть сам Скиннер, который также является ветераном Вьетнамской войны. С тяжелыми мыслями Скиннер остаётся у мемориала, глядя на стену с именами погибших, на которой есть и имя Натаниэля Тигера.

## Производство

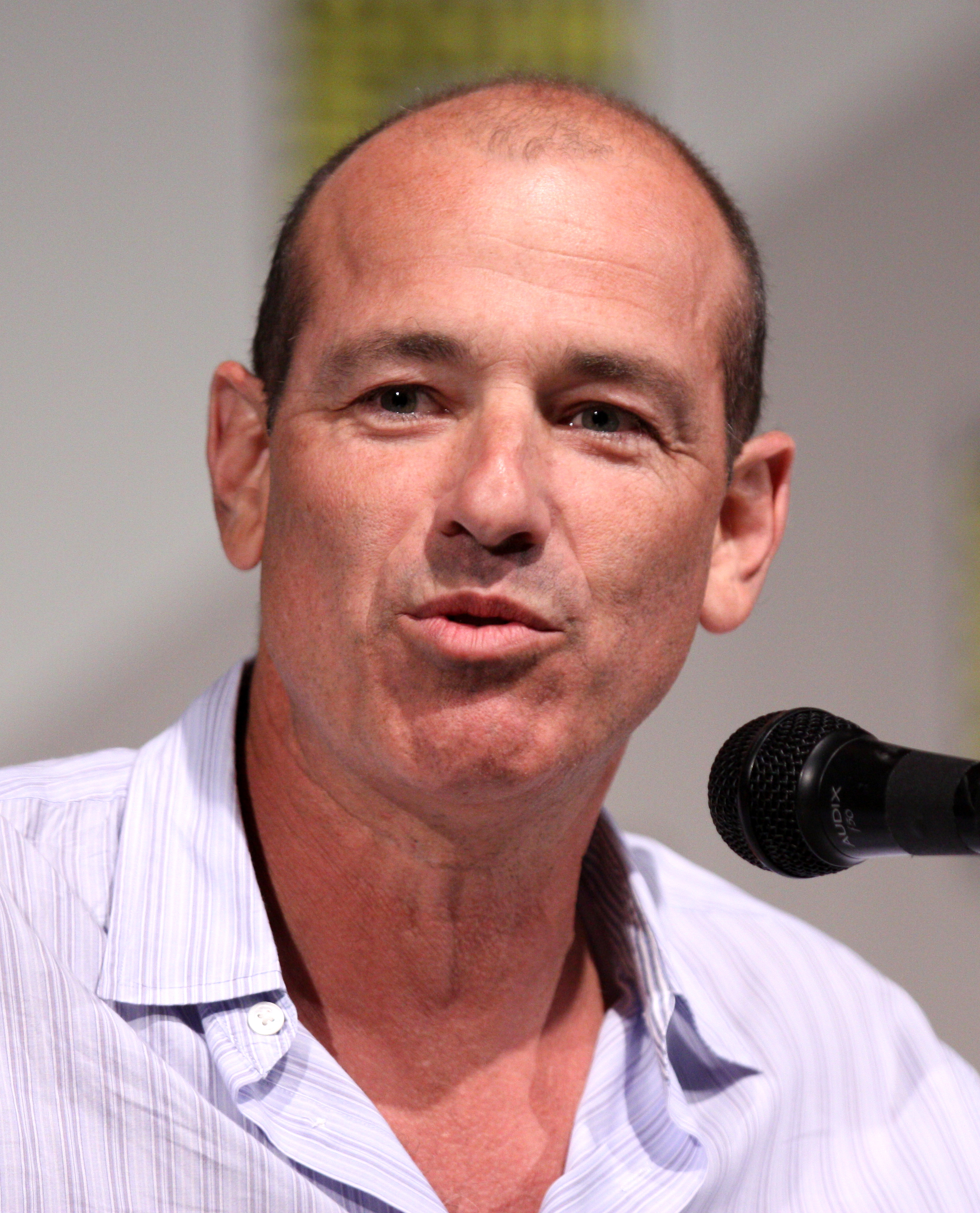
Говард Гордон написал сценарий к «Неотмщённому» после того как посмотрел эпизод «60 минут» о секретных американских агентах, брошенных во Вьетнаме во время войны.

После того как продюсер сериала Говард Гордон посмотрел эпизод «60 минут» о секретных американских агентах, брошенных ЦРУ во Вьетнаме во время войны, он решил написать сценарий для эпизода «Секретных метериалов», построенный вокруг этой темы. Гордон изначально должен был написать сценарий только для одного эпизода четвёртого сезона («Синхронность»), но создателю сериала Крису Картеру и сценаристу Фрэнку Спотницу идея понравилась. Изначально материала для развития сюжета не хватало, и Гордон предложил Картеру стать соавтором сценария, если тот поможет ему разработать синопсис. После того как синопсис был готов, Гордон полностью написал сценарий в перерыве между сезонами сериала.
Гордон размышлял над персонажем, который стал невидимкой в политическом и метафорическом смыслах, но увязать это с физическим исчезновением человека у него не получалось. Окончательный образ невидимки был сформирован благодаря брату Гордона, который, будучи офтальмологом, рассказал сценаристу о слепом пятне. Гордон отмечал, что «эти истории являются продуктом научных исследований. И я сказал, а что если кто-то мог бы создавать поле зрения, где ничего нет?». Гордон решил создать сюжет вокруг ветеранов Вьетнамской войны, так как «они стареют, и как выживший в ходе Холокоста персонаж „Каддиша“, начинают умирать». Кроме того, сценарий позволял больше раскрыть образ Уолтера Скиннера.
Для съёмок эпизода была завершена копия Мемориала погибшим во Вьетнаме, ранее частично использовавшаяся при съемках эпизода «Больше никогда». Копия памятника была установлена в ванкуверском парке Джерико, так как ухоженный большой парк походил на эспланаду в Национальной аллее, где находится оригинал. Стена с именами павших была воссоздана не полностью: некоторые части были нарисованы при помощи CGI. В силу юридических причин на стене были указаны вымышленные имена, включая имена членов съёмочной группы. Генерал Макдугал также получил имя в честь члена съёмочной группы — монтажера сериала Хэзер Макдугал.
Дневные сцены снимались в парке Джерико, а ночные — на пирсе Баллантайн, тогда как роль Пентагона «сыграло» здание Ванкуверского выставочного центра. Во время съёмок в парке некоторые папарацци выискивали Джиллиан Андерсон. Поскольку полиция не имела права ограничить их доступ в общественное место, члены съёмочной группы сами формировали заслон, чтобы ретивые фотографы не испортили кадр. Массовка для сцены в Национальной аллее в реальности состояла из 500 человек и была увеличена на экране при помощи CGI. Из актёров массовки, 50 человек выиграли возможность принять участие в съёмках сериала, благодаря конкурсу, проводившемуся местной радиостанцией.

## Премьера и критика
Премьера «Неотмщённого» состоялась 23 февраля 1997 на канале Fox. В США серия получила рейтинг домохозяйств Нильсена, равный 10,9 с долей в 16 процентов. Это означает, что примерно у 10,9 процента домохозяйств в стране телевизор был включен на момент премьеры, и у 16 процентов из этого числа был включен именно канал Fox, где демонстрировался эпизод. На основании этих данных количество человек, смотревших премьеру «Неотмщённого» оценивается в 16,56 миллионов человек.
Тодд ван дерр Верфф, критик издания The A.V. Club дал эпизоду оценку «B-», написав, что это «не очень хороший эпизод». По мнению критика, у эпизода много прекрасных идей, но они недостаточно раскрываются. Ван Дер Верфф положительно оценил то, что эпизод уделил большое внимание персонажу Уолтера Скиннера, рассказав о его прошлом и дав ему некую миссию. Критик также отметил «свежий взгляд» создателей эпизода на проблему Вьетнамской войны. Независимый критик Сара Стиголл присудила эпизоду две из пяти звезд, охарактеризовав его как «псевдополитический сюжет».
Роберт Ширман и Ларс Пирсон в книге Wanting to Believe: A Critical Guide to The X-Files, Millennium & The Lone Gunmen оценивают эпизод в две звезды из возможных пяти, за отсутствие драматизма и за то, что появление Коваррубиас не приносит какой-то дополнительной информации. Пола Витарис в статье для журнала Cinefantastique присудила «Неотмщённому» одну звезду из четырёх возможных, написав, что эпизод «рушится под весом своего сообщения», и персонажи приглашённых звезд не выглядят «живыми».